# Motomondiale 2009
L'edizione 2009 del motomondiale è la 61ª dalla sua istituzione nel 1949; originariamente le gare previste erano 18, ma a causa di ritardi e problemi economici per la costruzione del Balatonring il Gran Premio d'Ungheria (che avrebbe dovuto sostituire il Gran Premio della Cina) è stato soppresso e rinviato al 2010.

## Il contesto
Ha avuto inizio il 12 aprile con il Gran Premio del Qatar ed è terminato l'8 novembre con il Gran Premio della Comunità Valenciana.
Tra le novità adottate in questa edizione (soprattutto per ridurre i costi) spiccano: la fornitura monogomma degli pneumatici nella classe MotoGP, affidata alla Bridgestone per le stagioni 2009, 2010 e 2011 in seguito al ritiro da parte di Michelin (con conseguente abolizione delle gomme da qualifica); la riduzione delle prove libere del venerdì; il divieto di impiego delle sospensioni elettroniche, dei sistemi di controllo dell'avvio e dei freni in carbonio; l'utilizzo obbligatorio di 5 motori massimo per 8 Gran Premi (a partire dal GP della Repubblica Ceca); la riduzione delle sessioni di test.
Questa edizione del Motomondiale è stata anche l'ultima per la classe 250, che a partire dal 2010 verrà sostituita dalla classe Moto2.
Al termine della stagione i titoli mondiali riservati ai piloti sono andati a Valentino Rossi in MotoGP, a Hiroshi Aoyama in classe 250 e a Julián Simón in classe 125. Per quanto riguarda invece i costruttori si è ripetuto esattamente il risultato dell'anno precedente con la Yamaha che ha ottenuto quello nella classe regina e la Aprilia che si è imposta in entrambe le classi di minor cilindrata.

## Il calendario
Per via delle condizioni meteorologiche avverse, il Gran Premio motociclistico del Qatar è stato disputato parzialmente domenica 12 aprile e completato il 13 aprile.
| Data         | Gran Premio                                | Circuito             | Vincitore MotoGP | Vincitore 250    | Vincitore 125  | Resoconto |
| ------------ | ------------------------------------------ | -------------------- | ---------------- | ---------------- | -------------- | --------- |
| 12-13 aprile | GP del Qatar                               | Losail               | Casey Stoner     | Héctor Barberá   | Andrea Iannone | Resoconto |
| 26 aprile    | GP del Giappone                            | Motegi               | Jorge Lorenzo    | Álvaro Bautista  | Andrea Iannone | Resoconto |
| 3 maggio     | GP di Spagna                               | Jerez de la Frontera | Valentino Rossi  | Hiroshi Aoyama   | Bradley Smith  | Resoconto |
| 17 maggio    | GP di Francia                              | Le Mans (Bugatti)    | Jorge Lorenzo    | Marco Simoncelli | Julián Simón   | Resoconto |
| 31 maggio    | GP d'Italia                                | Mugello              | Casey Stoner     | Mattia Pasini    | Bradley Smith  | Resoconto |
| 14 giugno    | GP di Catalogna                            | Barcellona           | Valentino Rossi  | Álvaro Bautista  | Andrea Iannone | Resoconto |
| 27 giugno    | GP d'Olanda                                | Assen                | Valentino Rossi  | Hiroshi Aoyama   | Sergio Gadea   | Resoconto |
| 5 luglio     | GP degli USA                               | Laguna Seca          | Daniel Pedrosa   | No 250 e 125     | No 250 e 125   | Resoconto |
| 19 luglio    | GP di Germania                             | Sachsenring          | Valentino Rossi  | Marco Simoncelli | Julián Simón   | Resoconto |
| 26 luglio    | GP di Gran Bretagna                        | Donington Park       | Andrea Dovizioso | Hiroshi Aoyama   | Julián Simón   | Resoconto |
| 16 agosto    | GP della Repubblica Ceca                   | Brno                 | Valentino Rossi  | Marco Simoncelli | Nicolás Terol  | Resoconto |
| 30 agosto    | GP di Indianapolis                         | Indianapolis         | Jorge Lorenzo    | Marco Simoncelli | Pol Espargaró  | Resoconto |
| 6 settembre  | GP di San Marino e della Riviera di Rimini | Misano Adriatico     | Valentino Rossi  | Héctor Barberá   | Julián Simón   | Resoconto |
| 4 ottobre    | GP del Portogallo                          | Estoril              | Jorge Lorenzo    | Marco Simoncelli | Pol Espargaró  | Resoconto |
| 18 ottobre   | GP d'Australia                             | Phillip Island       | Casey Stoner     | Marco Simoncelli | Julián Simón   | Resoconto |
| 25 ottobre   | GP della Malesia                           | Sepang               | Casey Stoner     | Hiroshi Aoyama   | Julián Simón   | Resoconto |
| 8 novembre   | GP della Comunità Valenciana               | Valencia             | Daniel Pedrosa   | Héctor Barberá   | Julián Simón   | Resoconto |

## Sistema di punteggio e legenda
| Pos.  | 1  | 2  | 3  | 4  | 5  | 6  | 7 | 8 | 9 | 10 | 11 | 12 | 13 | 14 | 15 | 16 > |
| ----- | -- | -- | -- | -- | -- | -- | - | - | - | -- | -- | -- | -- | -- | -- | ---- |
| Punti | 25 | 20 | 16 | 13 | 11 | 10 | 9 | 8 | 7 | 6  | 5  | 4  | 3  | 2  | 1  | 0    |

## Le classi

### MotoGP

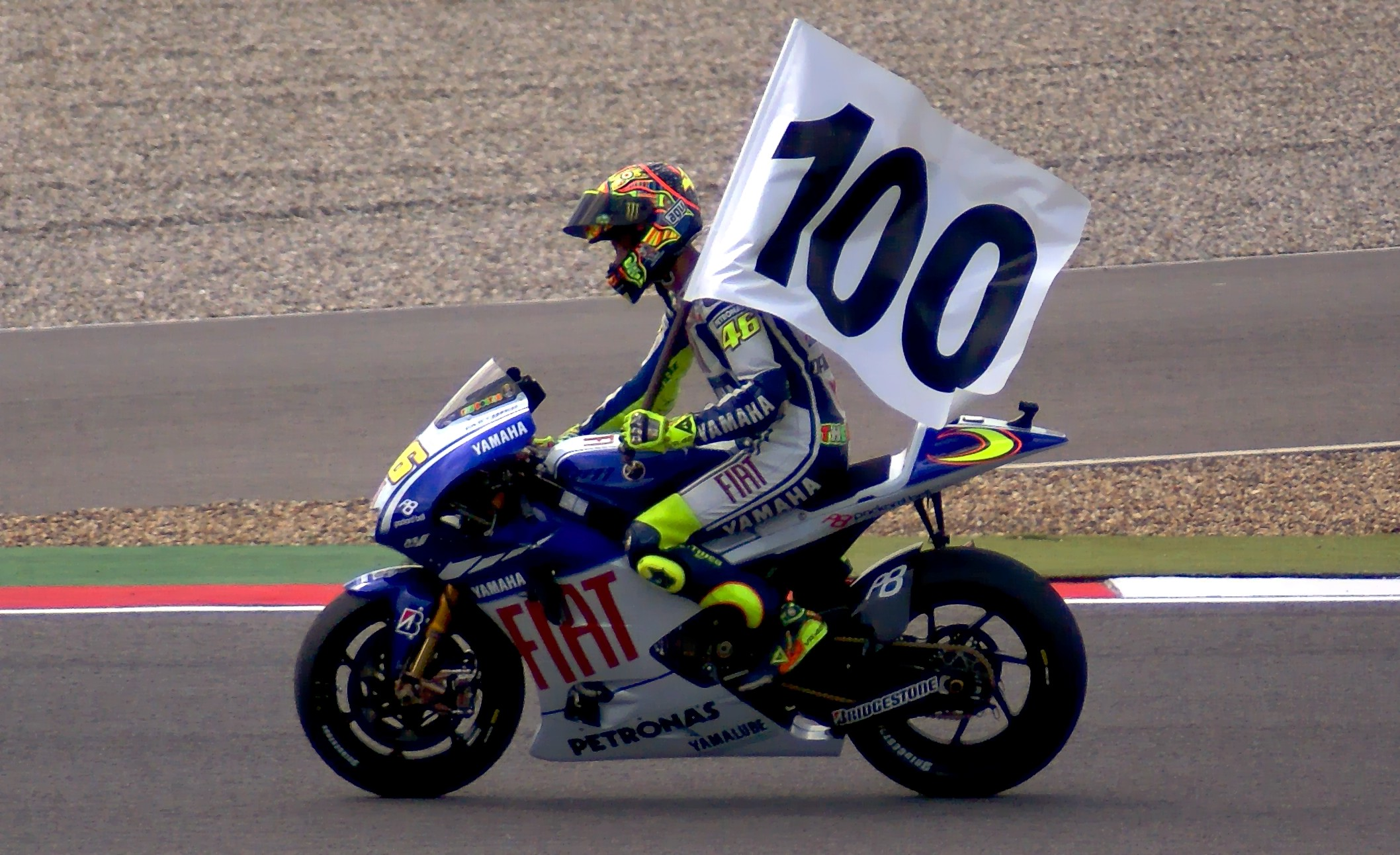
Valentino Rossi festeggia la 100ª vittoria nel motomondiale.

Al termine della stagione di gare il titolo andò, per la seconda volta consecutiva a Valentino Rossi sulla Yamaha YZR-M1 che precedette il compagno di squadra Jorge Lorenzo e Daniel Pedrosa sulla Honda RC212V.
Tra i costruttori ebbe la meglio la Yamaha sulla Honda e sulla Ducati mentre tra le squadre il titolo andò alla Yamaha Racing di Rossi e Lorenzo.
In occasione del GP di Francia disturbato dal maltempo vi furono molti cambi di moto in corsa, cosa ormai permessa dai regolamenti; la stessa cosa si ripeté anche nel gran premio successivo in Italia.
Con la vittoria nel GP d'Olanda Rossi ottenne la sua 100ª vittoria nei gran premi del motomondiale.
Caso piuttosto raro nel GP della Comunità Valenciana (ultima gara della stagione): Casey Stoner dopo aver fatto segnare la pole position incorse in una caduta durante il giro d'allineamento e non riuscì a prendere il via della gara.

#### Classifica piloti (prime 5 posizioni)
| Pos. | Pilota          | Moto   |    |    |     |    |     |   |     |   |   |     |     |     |     |   |     |    |    | P.ti |
| ---- | --------------- | ------ | -- | -- | --- | -- | --- | - | --- | - | - | --- | --- | --- | --- | - | --- | -- | -- | ---- |
| 1    | Valentino Rossi | Yamaha | 2  | 2  | 1   | 16 | 3   | 1 | 1   | 2 | 1 | 5   | 1   | Rit | 1   | 4 | 2   | 3  | 2  | 306  |
| 2    | Jorge Lorenzo   | Yamaha | 3  | 1  | Rit | 1  | 2   | 2 | 2   | 3 | 2 | Rit | Rit | 1   | 2   | 1 | Rit | 4  | 3  | 261  |
| 3    | Daniel Pedrosa  | Honda  | 11 | 3  | 2   | 3  | Rit | 6 | Rit | 1 | 3 | 9   | 2   | 10  | 3   | 3 | 3   | 2  | 1  | 234  |
| 4    | Casey Stoner    | Ducati | 1  | 4  | 3   | 5  | 1   | 3 | 3   | 4 | 4 | 14  |     |     |     | 2 | 1   | 1  | NP | 220  |
| 5    | Colin Edwards   | Yamaha | 4  | 12 | 7   | 7  | 6   | 7 | 4   | 7 | 9 | 2   | 7   | 5   | Rit | 5 | 5   | 13 | 4  | 161  |
| Pos. | Pilota          | Moto   |    |    |     |    |     |   |     |   |   |     |     |     |     |   |     |    |    | P.ti |

| Legenda                                                                        | 1º posto        | 2º posto        | 3º posto | A punti      | Senza punti        | Grassetto=Pole position Corsivo=Giro più veloce |
| Legenda                                                                        | Gara non valida | Non qualificato | Ritirato | Squalificato | "-" Dato non disp. | Grassetto=Pole position Corsivo=Giro più veloce |
| Fonte dei dati: motogp.com, racingmemo.free.fr, autosport.com, jumpingjack.nl. |                 |                 |          |              |                    |                                                 |

#### Classifica costruttori (prime tre posizioni)
| Pos. | Costruttore | Motocicletta |   |   |   |   |   |   |   |   |   |   |   |   |   |   |   |   |   | P.ti |
| ---- | ----------- | ------------ | - | - | - | - | - | - | - | - | - | - | - | - | - | - | - | - | - | ---- |
| 1    | Yamaha      | YZR-M1       | 2 | 1 | 1 | 1 | 2 | 1 | 1 | 2 | 1 | 2 | 1 | 1 | 1 | 1 | 2 | 3 | 2 | 386  |
| 2    | Honda       | RC212V       | 5 | 3 | 2 | 3 | 4 | 4 | 7 | 1 | 3 | 1 | 2 | 2 | 3 | 3 | 3 | 2 | 1 | 297  |
| 3    | Ducati      | Desmosedici  | 1 | 4 | 3 | 5 | 1 | 3 | 3 | 4 | 4 | 8 | 6 | 3 | 7 | 2 | 1 | 1 | 5 | 272  |

#### Classifica squadre[6](prime tre posizioni)
| Pos. | Squadra         | Piloti           |    |     |     |    |     |    |     |     |     |     |     |     |     |   |     |     |    | P.ti |
| ---- | --------------- | ---------------- | -- | --- | --- | -- | --- | -- | --- | --- | --- | --- | --- | --- | --- | - | --- | --- | -- | ---- |
| 1    | Fiat Yamaha     | Valentino Rossi  | 2  | 2   | 1   | 16 | 3   | 1  | 1   | 2   | 1   | 5   | 1   | Rit | 1   | 4 | 2   | 3   | 2  | 567  |
| 1    | Fiat Yamaha     | Jorge Lorenzo    | 3  | 1   | Rit | 1  | 2   | 2  | 2   | 3   | 2   | Rit | Rit | 1   | 2   | 1 | Rit | 4   | 3  | 567  |
| 2    | Repsol Honda    | Daniel Pedrosa   | 11 | 3   | 2   | 3  | Rit | 6  | Rit | 1   | 3   | 9   | 2   | 10  | 3   | 3 | 3   | 2   | 1  | 394  |
| 2    | Repsol Honda    | Andrea Dovizioso | 5  | 5   | 8   | 4  | 4   | 4  | Rit | Rit | Rit | 1   | 4   | 4   | 4   | 7 | 6   | Rit | 8  | 394  |
| 3    | Ducati Marlboro | Casey Stoner     | 1  | 4   | 3   | 5  | 1   | 3  | 3   | 4   | 4   | 14  |     |     |     | 2 | 1   | 1   | NP | 341  |
| 3    | Ducati Marlboro | Nicky Hayden     | 12 | Rit | 15  | 12 | 12  | 10 | 8   | 5   | 8   | 15  | 6   | 3   | Rit | 8 | 15  | 5   | 5  | 341  |
| 3    | Ducati Marlboro | Mika Kallio      |    |     |     |    |     |    |     |     |     |     | Rit | 8   | 7   |   |     |     |    | 341  |
| Pos. | Squadra         | Piloti           |    |     |     |    |     |    |     |     |     |     |     |     |     |   |     |     |    | P.ti |

| Legenda                                                                        | 1º posto        | 2º posto        | 3º posto | A punti      | Senza punti        | Grassetto=Pole position Corsivo=Giro più veloce |
| Legenda                                                                        | Gara non valida | Non qualificato | Ritirato | Squalificato | "-" Dato non disp. | Grassetto=Pole position Corsivo=Giro più veloce |
| Fonte dei dati: motogp.com, racingmemo.free.fr, autosport.com, jumpingjack.nl. |                 |                 |          |              |                    |                                                 |

### Classe 250

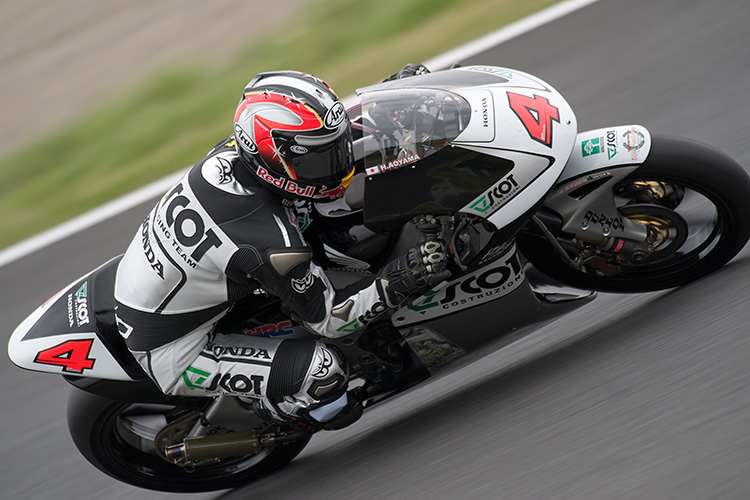
La Honda RS 250 RW di Aoyama.

Grazie anche alla regolarità nei piazzamenti, sempre nei primi 8 in tutte le 17 prove, Hiroshi Aoyama su Honda ottenne il titolo piloti nell'ultima stagione in cui la classe 250 fu presente nel motomondiale, precedendo in classifica Héctor Barberá su Aprilia e Marco Simoncelli su Gilera.
Per quanto riguarda i costruttori l'ultimo titolo fu di Aprilia che precedette Honda e Gilera.
In occasione del GP della Comunità Valenciana, Alex Debón ottenne la pole position ma poi incappò in una caduta che gli impedì di essere al via della gara.
La storia della 250 si concluse al termine di questa stagione, dopo l'effettuazione di 716 gran premi dal primo che fu nel Tourist Trophy 1949.

#### Classifica piloti (prime 5 posizioni)
| Pos. | Pilota           | Moto    |     |    |   |     |   |     |     |    |     |   |   |     |     |     |     |     |     | P.ti |
| ---- | ---------------- | ------- | --- | -- | - | --- | - | --- | --- | -- | --- | - | - | --- | --- | --- | --- | --- | --- | ---- |
| 1    | Hiroshi Aoyama   | Honda   | 4   | 2  | 1 | 8   | 6 | 2   | 1   | NE | 4   | 1 | 4 | 2   | 4   | 4   | 7   | 1   | 7   | 261  |
| 2    | Héctor Barberá   | Aprilia | 1   | 11 | 4 | 11  | 5 | 3   | 2   | NE | 5   | 8 | 7 | 6   | 1   | 3   | 2   | 2   | 1   | 239  |
| 3    | Marco Simoncelli | Gilera  |     | 17 | 3 | 1   | 2 | Rit | 3   | NE | 1   | 4 | 1 | 1   | Rit | 1   | 1   | 3   | Rit | 231  |
| 4    | Álvaro Bautista  | Aprilia | 7   | 1  | 2 | 4   | 3 | 1   | Rit | NE | 3   | 2 | 3 | 3   | 3   | Rit | 10  | Rit | 2   | 218  |
| 5    | Mattia Pasini    | Aprilia | Rit | 3  | 6 | Rit | 1 | 4   | Rit | NE | Rit | 3 | 2 | Rit | 2   | 8   | Rit | Rit | Rit | 128  |
| Pos. | Pilota           | Moto    |     |    |   |     |   |     |     |    |     |   |   |     |     |     |     |     |     | P.ti |

| Legenda                                                                        | 1º posto        | 2º posto        | 3º posto | A punti      | Senza punti        | Grassetto=Pole position Corsivo=Giro più veloce |
| Legenda                                                                        | Gara non valida | Non qualificato | Ritirato | Squalificato | "-" Dato non disp. | Grassetto=Pole position Corsivo=Giro più veloce |
| Fonte dei dati: motogp.com, racingmemo.free.fr, autosport.com, jumpingjack.nl. |                 |                 |          |              |                    |                                                 |

#### Classifica costruttori (prime tre posizioni)
| Pos. | Costruttore | Motocicletta         |   |    |   |   |   |     |   |    |   |   |   |   |     |   |   |   |   | P.ti |
| ---- | ----------- | -------------------- | - | -- | - | - | - | --- | - | -- | - | - | - | - | --- | - | - | - | - | ---- |
| 1    | Aprilia     | RSA 250 e RSW 250 LE | 1 | 1  | 2 | 4 | 1 | 1   | 2 | NE | 2 | 2 | 2 | 3 | 1   | 2 | 2 | 2 | 1 | 339  |
| 2    | Honda       | RS 250 R e RS 250 RW | 4 | 2  | 1 | 2 | 6 | 2   | 1 | NE | 4 | 1 | 4 | 2 | 4   | 4 | 3 | 1 | 3 | 287  |
| 3    | Gilera      | RSA 250              | 9 | 17 | 3 | 1 | 2 | Rit | 3 | NE | 1 | 4 | 1 | 1 | Rit | 1 | 1 | 3 | 9 | 245  |

### Classe 125

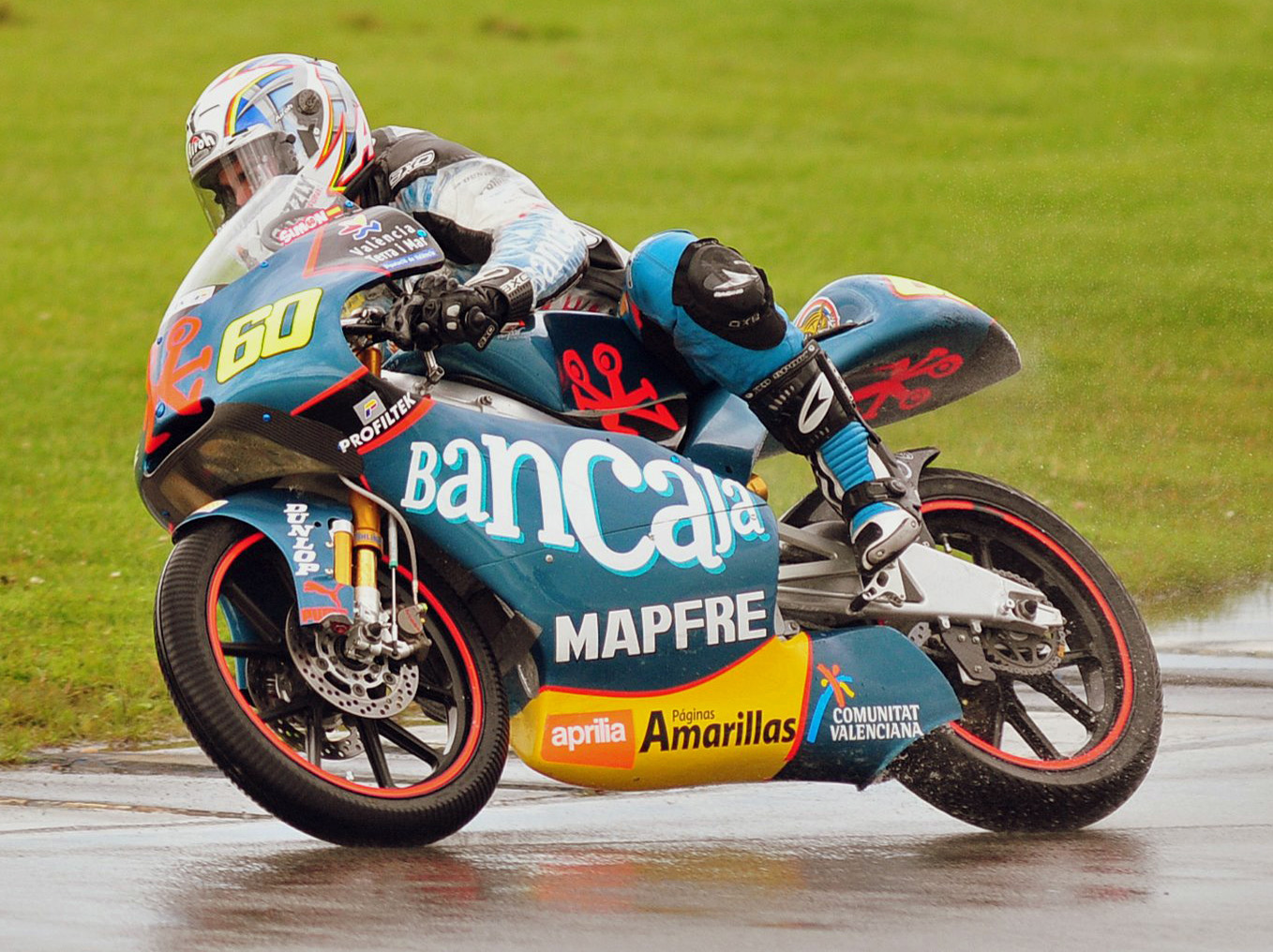
La Aprilia RSA 125 di Julián Simón.

La prima gara è stata il Gran Premio del Qatar vinto da Andrea Iannone davanti a Simón e a Sandro Cortese; non essendo stati percorsi i due terzi dei giri previsti a causa delle avverse condizioni meteorologiche, per il Gran Premio è stata assegnata ai piloti solo la metà dei punti in palio.
La seconda gara è stata a Motegi in Giappone e ha visto vincere ancora una volta Iannone davanti a Pol Espargaró e a Julián Simón. La stagione approda quindi in Europa, a Jerez de la Frontera in Spagna; la gara viene vinta da Bradley Smith, che si porta in testa al mondiale, davanti a Sergio Gadea e a Marc Márquez.
Nella prova successiva a Le Mans, sotto una pioggia incessante, dei trentaquattro partenti arrivano al traguardo solo quindici. La gara ha visto imporsi Julián Simón davanti a Jonas Folger e a Sergio Gadea. La quinta gara è stata il Gran Premio motociclistico d'Italia al Mugello, che ha visto imporsi Bradley Smith davanti a Nicolás Terol e a Sergio Gadea. Nella gara successiva in Catalogna ha vinto Iannone davanti a Terol e a Gadea; nei Paesi Bassi hanno passato la linea del traguardo nell'ordine Gadea davanti a Terol e a Simón. La classifica finale venne però decretata dalla giuria, che penalizzò Terol di 20 secondi, retrocedendolo così al quinto posto, e l'ordine di arrivo ufficiale divenne primo Gadea, secondo Simón e terzo Smith (tutti dello stesso team).
Al Sachsenring si impose Simón davanti a Gadea e a Espargaró, in Gran Bretagna vinse nuovamente Simón davanti a Simone Corsi e a Scott Redding. Il GP di Gran Bretagna è stato peraltro interrotto e ripreso con una seconda manche da soli 5 giri in cui diversi piloti non sono riusciti a prendere il via. A seconda delle fonti, tali piloti vengono considerati ufficialmente ritirati o non partiti.
In Repubblica Ceca invece vinse Terol davanti a Simón e a Andrea Iannone. A Indianapolis vinse per la prima volta in carriera nel motomondiale Pol Espargaró, in volata su Smith e Corsi. Dopo che a Misano si impose Simón, in Portogallo vinse Sandro Cortese al primo successo in carriera nel motomondiale, davanti a Pol Espargaró e a Bradley Smith.
Le ultime gare della stagioni si svolsero nuovamente al di fuori dell'Europa: a Phillip Island vince Simón davanti a Smith e a Cortese; alla penultima gara in Malaysia vince nuovamente Simón davanti a Smith e a Espargaró.
L'ultima gara è il GP della Comunità Valenciana dove si impose un'altra volta Simón davanti a Smith ed Espargaró.
Ai primi tre posti della classifica arrivarono così tre piloti a bordo di Aprilia, rispettivamente Julián Simón, Bradley Smith e Nicolás Terol; il titolo costruttori fu di conseguenza di Aprilia, che precedette Derbi e KTM.

#### Classifica piloti (prime 5 posizioni)
| Pos. | Pilota        | Moto    |    |    |     |     |    |     |    |    |     |     |   |    |     |     |    |   |    | P.ti  |
| ---- | ------------- | ------- | -- | -- | --- | --- | -- | --- | -- | -- | --- | --- | - | -- | --- | --- | -- | - | -- | ----- |
| 1    | Julián Simón  | Aprilia | 2  | 2  | Rit | 1   | 3  | 4   | 2  | NE | 1   | 1   | 2 | 5  | 1   | 12  | 1  | 1 | 1  | 289   |
| 2    | Bradley Smith | Aprilia | 5  | 10 | 1   | 4   | 1  | 8   | 10 | NE | Rit | 20  | 4 | 2  | 3   | 3   | 2  | 2 | 2  | 223,5 |
| 3    | Nicolás Terol | Aprilia | 7  | 17 | 10  | 9   | 2  | 2   | 5  | NE | 4   | 4   | 1 | 4  | 2   | Rit | 6  | 5 | 10 | 179,5 |
| 4    | Pol Espargaró | Derbi   | 4  | 3  | 7   | Rit | 4  | Rit | 9  | NE | 5   | 10  | 5 | 1  | Rit | 1   | 4  | 3 | 3  | 174,5 |
| 5    | Sergio Gadea  | Aprilia | 12 | 19 | 2   | 3   | 11 | 3   | 1  | NE | 2   | Rit | 9 | 15 | Rit | 6   | 10 | 4 | 16 | 141   |
| Pos. | Pilota        | Moto    |    |    |     |     |    |     |    |    |     |     |   |    |     |     |    |   |    | P.ti  |

| Legenda                                                                        | 1º posto        | 2º posto        | 3º posto | A punti      | Senza punti        | Grassetto=Pole position Corsivo=Giro più veloce |
| Legenda                                                                        | Gara non valida | Non qualificato | Ritirato | Squalificato | "-" Dato non disp. | Grassetto=Pole position Corsivo=Giro più veloce |
| Fonte dei dati: motogp.com, racingmemo.free.fr, autosport.com, jumpingjack.nl. |                 |                 |          |              |                    |                                                 |

#### Classifica costruttori (prime tre posizioni)
| Pos. | Costruttore | Motocicletta       |    |   |   |     |   |   |    |    |    |    |   |   |   |    |   |    |    | P.ti  |
| ---- | ----------- | ------------------ | -- | - | - | --- | - | - | -- | -- | -- | -- | - | - | - | -- | - | -- | -- | ----- |
| 1    | Aprilia     | RS 125 R e RSA 125 | 1  | 1 | 1 | 1   | 1 | 1 | 1  | NE | 1  | 1  | 1 | 2 | 1 | 3  | 1 | 1  | 1  | 373,5 |
| 2    | Derbi       | RSA 125            | 3  | 3 | 5 | 6   | 4 | 9 | 9  | NE | 3  | 8  | 5 | 1 | 5 | 1  | 3 | 3  | 3  | 216   |
| 3    | KTM         | 125 FRR            | 16 | 5 | 3 | Rit | 5 | 5 | 10 | NE | 14 | 15 | 8 | 6 | 4 | 19 | 9 | 17 | 17 | 96    |